# Charaxes eupale
Charaxes eupale är en fjärilsart som beskrevs av Dru Drury 1782. Charaxes eupale ingår i släktet Charaxes och familjen praktfjärilar. Inga underarter finns listade i Catalogue of Life.

## Bildgalleri

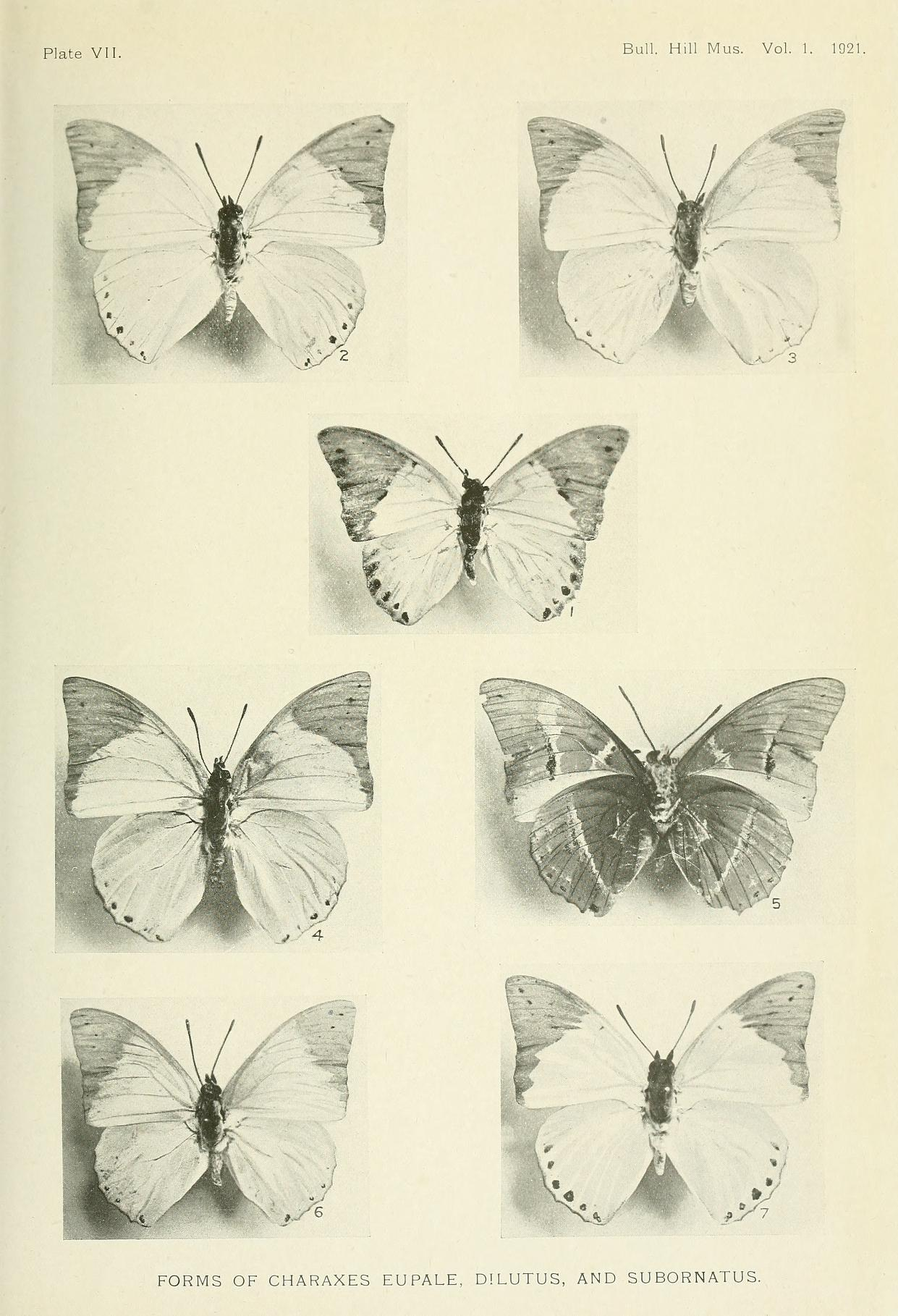
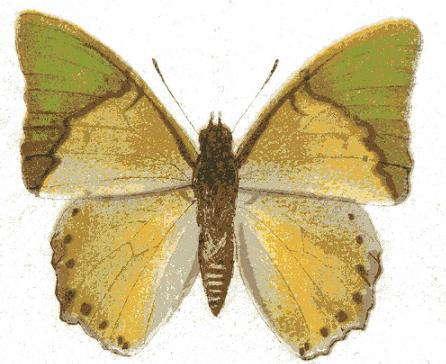
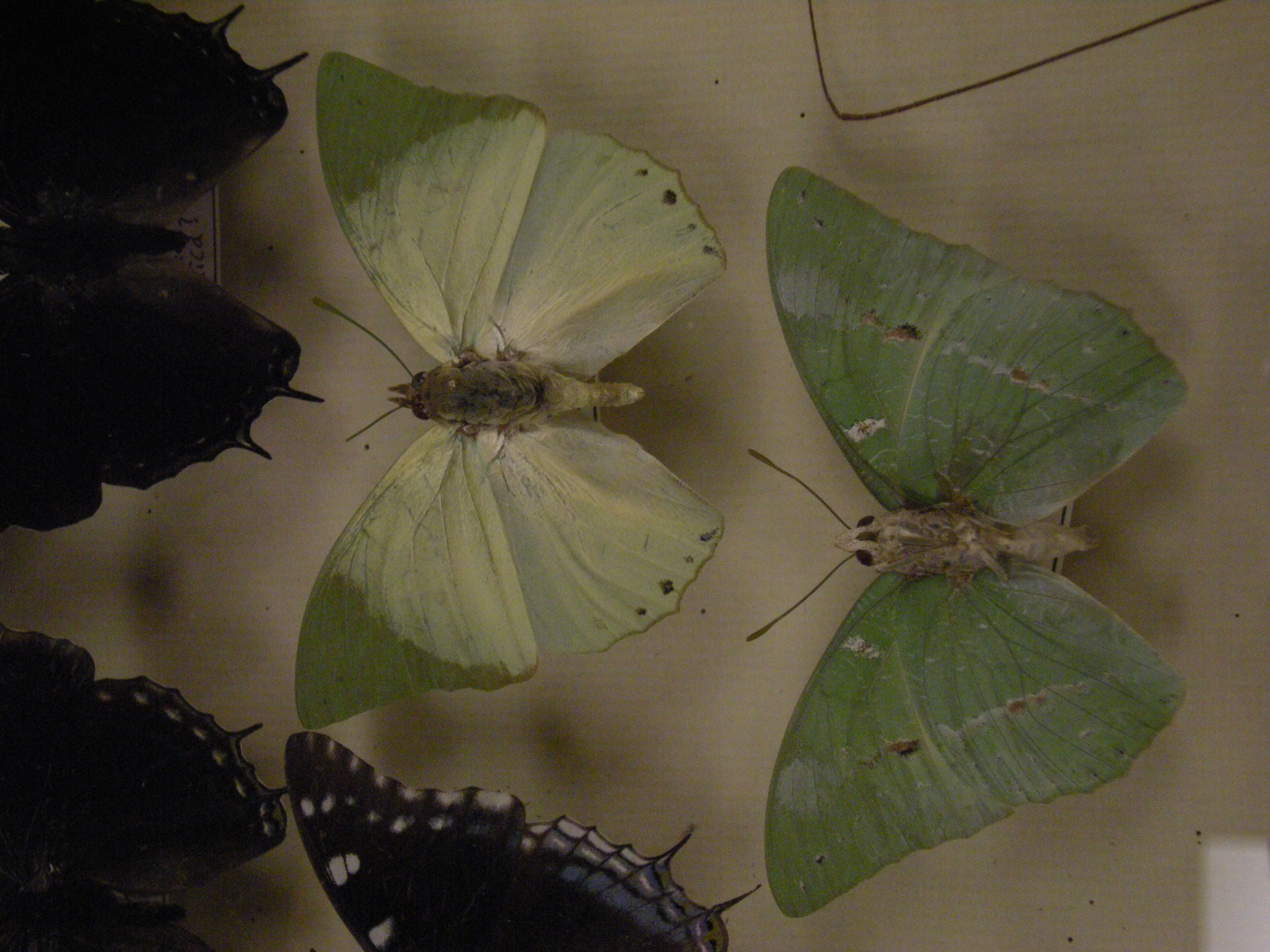
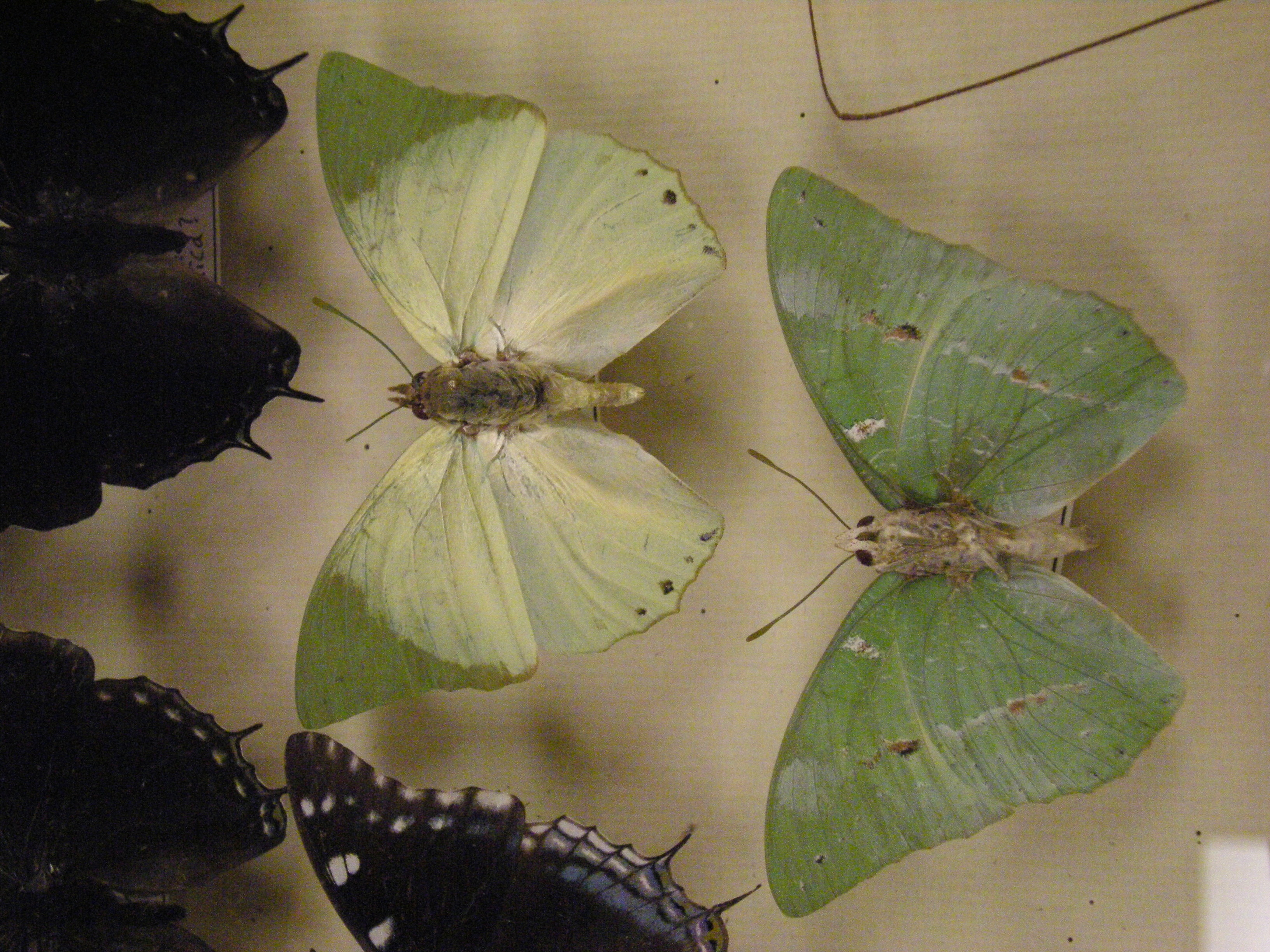